# Harpochloa
Harpochloa es un género de plantas herbáceas perteneciente a la familia de las poáceas. Es originario del sur de África tropical.

## Citología
Número de la base del cromosoma, x = 10. 2n = 40.

## Especies
- Harpochloa altera Rendle	Trans. Linn. Soc. London, Bot. 4: 57, t. 10, f. 7-12	1894
- Harpochloa capensis Kunth	Révis. Gramin. 1: 92	1829
- Harpochloa falx (L.f.) Kuntze	Revis. Gen. Pl. 2: 764	1891
- Harpochloa pseudoharpechloa (Chiov.) Clayton[2]